# 廿日市市立阿品台中学校
廿日市市立阿品台中学校（はつかいちしりつあじなだいちゅうがっこう）は、広島県廿日市市阿品台東にある公立中学校。

## 沿革
- 1981年（昭和56年）4月1日 - 廿日市町立七尾中学校より分離され、廿日市町立阿品台中学校設立
- 1990年（平成2年）4月1日 - 廿日市市立野坂中学校を分離開校

## 校区
- 廿日市市立阿品台東小学校の校区
  - 阿品一丁目、阿品台一丁目、阿品台二丁目、阿品台三丁目、阿品台四丁目、阿品台五丁目、阿品台北、阿品台東、地御前1741番地〜1788番地まで及び1804番地〜1911番地
- 廿日市市立阿品台西小学校の校区
  - 阿品二丁目、阿品三丁目、阿品四丁目、阿品台西、阿品台山の手

## 部活動

### 運動部
- 陸上部
- 野球部
- サッカー部
- バスケット部（男子）
- バスケット部（女子）
- バレーボール部（女子）
- 剣道部
- テニス部（男子）
- テニス部（女子）
- 卓球部（女子）

### 文化部
- 吹奏楽部
- 美術部

## 制服
2021年よりカッターシャツ、ブラウス以外にポロシャツの着用もできるようになった。
- 男子　
  - 冬服はブレザー、カッターシャツ、スラックスである。
  - 夏服はカッターシャツ、スラックスである。
- 女子　
  - 冬服はブレザー、ブラウス、リボン、ジャンパースカートである。
  - 夏服はブラウス、リボン、ジャンパースカートである。

## アクセス
- JR山陽本線 阿品駅下車
- 広島電鉄宮島線 広電阿品駅下車
- 広島電鉄宮島線 地御前駅下車

## 著名な出身者
- 平岡拓晃（柔道家） - ロンドン五輪銀メダリスト
- 田中健（日本中央競馬会(JRA)騎手）
- 檜山修之（声優）
- 西純矢（プロ野球選手）